# Вилмош Кохут
Вилмош Кохут (мађ.  (Будимпешта, 17. јул 1906 — Будимпешта, 18. фебруар 1986) био је професионални фудбалер који играо на нападачким позицијама за мађарски прволигашки клуб клуб ФК Ференцварош, француски Олимпик Марсељ и фудбалску репрезентацију Мађарске. У Француској је играо и био познат под именом Вили Кохут (Willy Kohut) са надимком мађарски топ (le canon Hongrois)
За репрезентацију Мађарске Кохут је одиграо 25 утакмица и постигао 14 голова, између 1925. и 1938. године. Представљао је своју земљу на Светском првенству 1938. и постигао један гол и одиграо два меча.

## Успеси
- Мађарска прва лига: 1926, 1927, 1928, 1932.
- Куп Мађарске у фудбалу: 1927, 1928, 1933.
- Првенство Француске: 1937.
- Куп Француске: 1935 и 1938.
- Митропа куп: 1928.
- Светско првенство у фудбалу: другопласирани 1938.
- Најбољи играч првенства: 1927.